# ФК Џеф јунајтед Чиба
Џеф јунајтед Чиба (јап. ジェフユナイテッド千葉) јапански је фудбалски клуб из Ичихаре и Чибе.

## Име
- ФК Фурукава (јап. 古河電気工業サッカー部, 1946—1990)
- ФК ЈР Фурукава (јап. 東日本JR古河サッカークラブ, 1991—1992)
- ФК Џеф јунајтед Ичихара (јап. ジェフユナイテッド市原, 1993—2004)
- ФК Џеф јунајтед Чиба (јап. ジェフユナイテッド千葉, 2005—)

## Успеси

### Национални
Првенство
- Фудбалска прва лига Јапана: 1976, 1985.

Куп
- Куп фудбалске лиге Јапана: 1977, 1982, 1986.
- Куп Џеј лиге: 2005, 2006.
- Царев куп: 1960, 1961, 1964, 1976.
- Суперкуп Јапана: 1977.

### Континентални
- АФК Лига шампиона: 1986.